# Michael Redlicki
Michael Redlicki (* 16. November 1993 in Chicago, Illinois) ist ein US-amerikanischer Tennisspieler.

## Karriere
Redlickis jüngerer Bruder Martin (* 1995) spielt ebenfalls professionell Tennis. Michael Redlicki spielte auf der Juniorentour selten und kam dort lediglich 2010 und 2011 bei den US Open zu Matches bei einem Grand-Slam-Turnier. Er erreichte mit Platz 228 seine höchste Position bei den Junioren.
Von 2011 bis Mitte 2012 spielte er seine ersten Profiturniere auf der drittklassigen ITF Future Tour und konnte dort im Doppel sein erstes Turnier gewinnen. Im August 2012 bekam er von der Turnierleitung der US Open eine Wildcard fürs den Doppelwettbewerb, in dem er mit Dennis Novikov an den Start ging. Sie gewannen ihr Debütmatch gegen Michael Russell und Bobby Reynolds, doch unterlagen anschließend Ivan Dodig und Marcelo Melo in zwei Sätzen. Ein Jahr später spielte Redlicki im Doppel in Binghamton erstmals ein Match auf der ATP Challenger Tour. Ansonsten nahm er bis 2017 an keinen weiteren Turnieren mehr teil, da er zwischen 2012 und 2017 ein Studium absolvierte – zunächst an der Duke University und ab 2015 an der University of Arkansas. Dort spielte er auch College Tennis und beendete Mitte 2017 seine College-Karriere als Zwölfter der Rangliste des Landes.
Ab 2018 nahm der US-Amerikaner wieder regelmäßig an Profiturnieren teil und gewann schließlich in seinem dritten Future-Finale seinen ersten Einzeltitel. Im Juli stand er mit Rang 517 am bislang höchsten in der Weltrangliste.